# Olga Stolpovskaja
Olga Stolpovskaja (russisk: Михайлович) (født 5. oktober 1969 i Moskva i Sovjetunionen) er en russisk filminstruktør, skuespillerinde og manuskriptforfatter.

## Filmografi
- Ja ljublju tebja (Я люблю тебя, 2004)[1][2]